# Yagoto Nisseki (métro de Nagoya)
Yagoto Nisseki (八事日赤駅, Yagoto Nisseki-eki) est une station du métro de Nagoya sur la ligne Meijō dans l'arrondissement de Shōwa à Nagoya.

## Situation sur le réseau
La station Yagoto Nisseki est située au point kilométrique (PK) 16,1 de la ligne Meijō.

## Histoire
La station a été inaugurée le 6 octobre 2004.

## Services aux voyageurs

### Accès et accueil
La station est ouverte tous les jours.

### Desserte

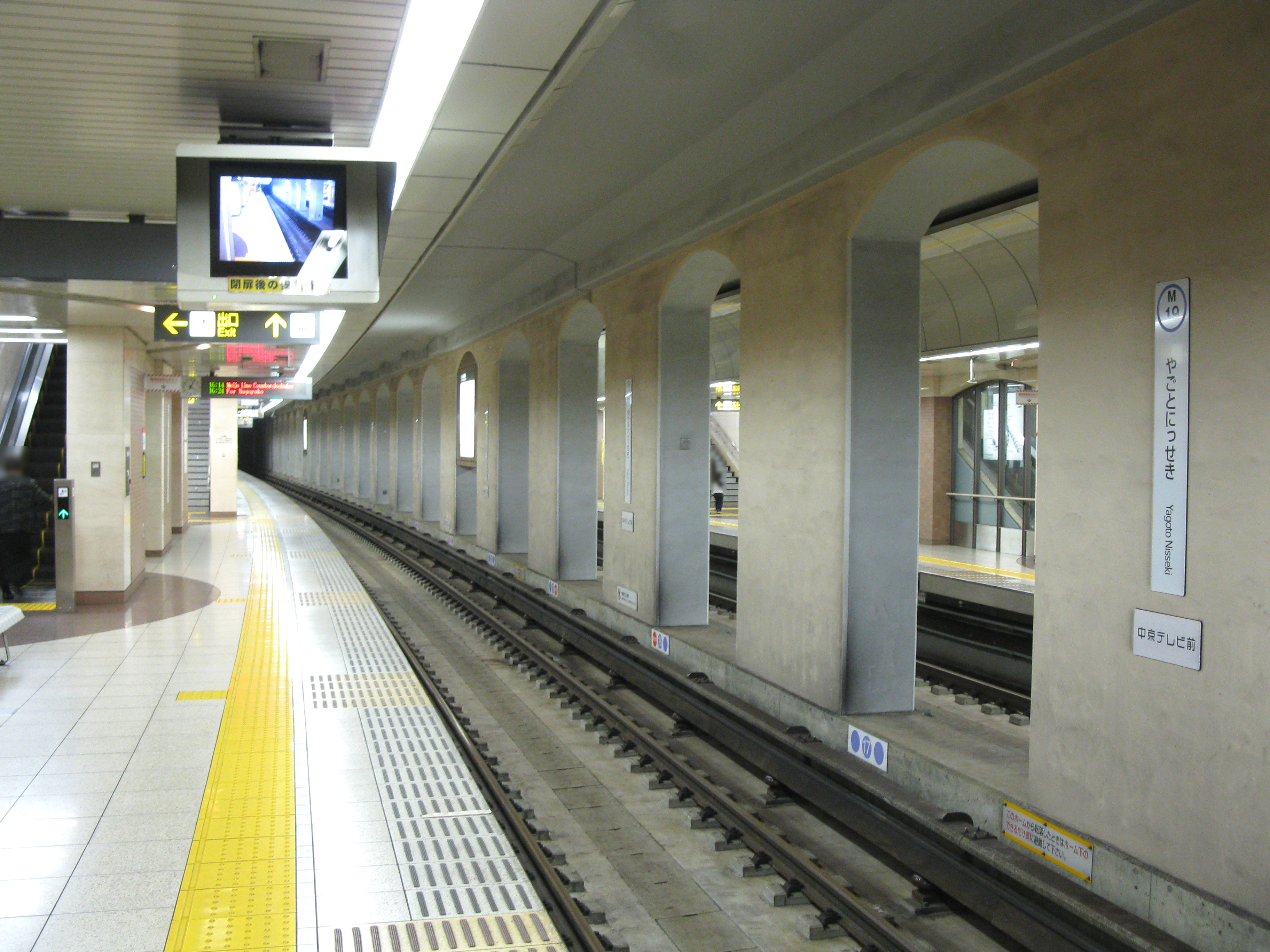
Vue des quais de la ligne Meijō.

- Ligne Meijō :
  - voie 1 : direction Ōzone
  - voie 2 : direction Aratama-bashi